# 連卓思
連卓思，全名康坦·讓·昂瑞·朗德雷斯（法語：Quentin Jean Henri Lendresse，1990年3月6日—），生於法國巴黎塞納河畔訥伊，法國足球運動員，司職進攻中場。

## 球員生涯
連卓思生於法國巴黎塞納河畔訥伊，於14歲時晉身聖伊天青年軍，其後獲晉升至預備組，更短暫在聖伊天一隊訓練，直到2010年離開母會，並轉會業餘聯賽球會歐里亞克。
於2011年，遠赴足球王國巴西加盟巴丙球會奧斯迪，成為首名到當地聯賽落班的法國球員，並獲巴西傳媒專題報道，結果他在沒有上陣機會下，協助奧斯迪奪得巴丙冠軍，直到2015年8月，由於其泰國籍未婚妻在香港工作，故他決定前往香港及嘗試聯絡當地球會，而他在季前隨流浪操練時，在熱身賽表現活躍，加上法國球員在本地球壇相當罕見，令他隨即惹起傳媒注意。
結果他與港超聯球會標準流浪簽約，並在9月18日對元朗的聯賽，取得加盟後的首個入球，結果流浪被逼和1–1，隨後他在2016年4月的四場賽事中，每場都取得進球，更在5月7日對香港飛馬的聯賽煞科戰，梅開二度，協助包尾的流浪最終以3–2勝出，宣佈護級成功。
結果他首度榮膺港超聯的四月和五月最有價值球員，成為流浪於港超聯首名獲最有價值球員榮譽的球員，可是直到2016年12月，由於他的傷勢持續嚴重於2016/17球季完成手術後，因需要休息一年而離隊。

## 榮譽
奧斯迪
- 巴西丙組聯賽冠軍（2012年）

個人
- 香港超級聯賽 四月最有價值球員（2015–16季度）
- 香港超級聯賽 五月最有價值球員（2015–16季度）

## 外部連結
- 香港足球總會網頁球員註冊資料 （页面存档备份，存于）